# Noma (ziekte)
Noma (Grieks νομη: grazen) is een ziekte waarbij zwerende, voortvretende wonden ontstaan, vooral in het gezicht. Het is een vorm van gangreen van de binnenkant van de mond die kan uitbreiden naar de rest van het gezicht. Het wordt ook wel "cancrum oris" of (17e eeuw) "waterkanker" genoemd. Noma wordt veroorzaakt door een opportunistische infectie met bacteriën die normaal in de mond voorkomen, maar die door extreme ondervoeding ontstekingen gaan veroorzaken. Mazeleninfectie lijkt een uitlokkende factor. Volgens de WHO treft noma ieder jaar gemiddeld 140.000 personen, waarvan 100.000 patiënten kinderen tussen de 1 en 7 zijn in Afrika ten zuiden van de Sahara.

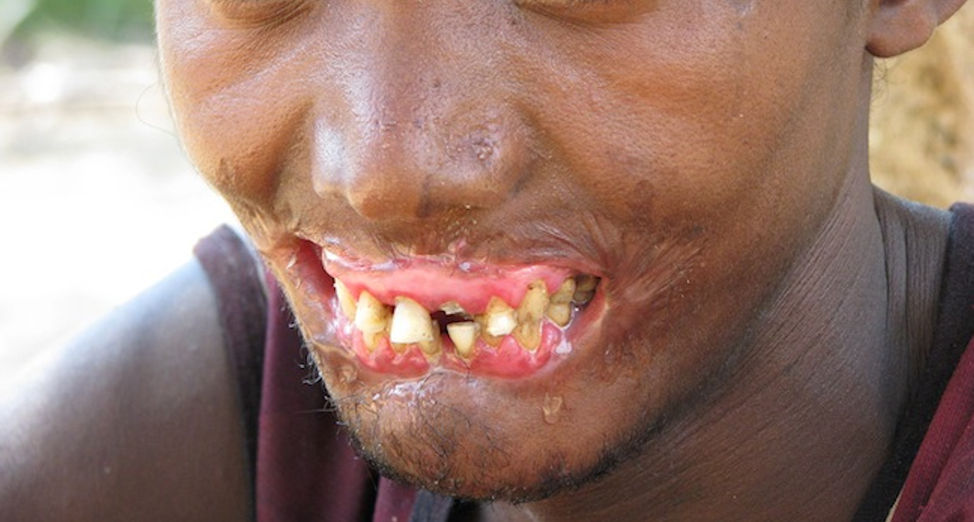
Persoon met noma

## Ontstaan
De factoren die bijdragen tot het ontstaan van noma zijn ondervoeding, een bijkomende infectie (vaak mazelen, maar ook bijvoorbeeld tyfus, malaria of een andere ziekte en een slechte mond- en gebitshygiëne). Ook acute necrotiserende gingivitis speelt vaak een rol. Het zijn bijna uitsluitend kinderen die noma krijgen, hoewel een enkele keer een volwassene deze ziekte oploopt.
Noma was en is voornamelijk een 'armoedeziekte'. Met het verbeteren van de welvaart en gezondheidszorg verdween in de meeste landen ook noma. In Nederland is de aandoening in de tweede helft van de 19e eeuw geleidelijk verdwenen. In de Tweede Wereldoorlog was noma echter endemisch in concentratiekampen, en kwam noma (opnieuw) bij Nederlandse kinderen voor tijdens de hongerwinter. In de westerse wereld zijn enkele gevallen gemeld bij leukemie of aids-patiënten. Maar in derdewereldlanden komt het veel vaker voor.
Noma staat veelal bekend als een 'vergeten ziekte'. Toen de ziekte in westerse landen nog endemisch was konden de meeste patiënten (die immers veelal arm waren) zich geen dokter veroorloven, en toen noma langzaam verdween interesseerde de medische stand zich er niet meer voor. Daarom is er relatief weinig onderzoek naar de ziekte verricht en weinig literatuur over beschikbaar. Het is dan ook nog niet duidelijk welke micro-organismen precies noma veroorzaken. Het meest waarschijnlijke is dat normale mondflora de boosdoener is. Hoewel deze meestal door het afweersysteem in toom wordt gehouden, wordt vermoed dat de ondervoeding en de bijkomende infectie dit afweersysteem dermate verzwakt, dat een opportunistische infectie plaatsvindt.

## Ziekteverloop
Noma begint meestal met een normale intraorale infectie. Er ontstaat in het eerste stadium een paarsrood plekje aan de binnenzijde van de mond dat zich snel ontwikkelt tot een zweer. Deze verspreidt zich over de binnenkant van de mond, lip of wang, en waarbij de patiënt extreem slechte adem ontwikkelt. In het volgende stadium zwelt het gezicht sterk op en zal de patiënt pijn en koorts ontwikkelen. De ontstoken delen worden hard en gaan etteren, en de foetor ex ore wordt nog sterker. Ook ontwikkelt zich een sterke speekselvloed, wat de naam 'waterkanker' verklaart. De lip of de wang zal nu spoedig ook aan de buitenkant een grauwe verkleuring vertonen, en er zal zich een uitgebreid gangreen ontwikkelen. In de derde fase is het aangetaste weefsel zwart geworden, omringd door een duidelijke grenslijn met het nog gezonde weefsel. De patiënt heeft verder hoge koorts, diarree, en zal sterk achteruitgaan. In de vierde en laatste fase breidt het aangetaste gebied zich sterk uit, en kunnen lippen, wangen, neus en andere delen van het gelaat tot aan de oogkassen toe worden aangetast. Aan de binnenkant kan de infectie doorwoekeren tot aan de schedelbeenderen. De patiënt is nu kritiek en verreweg de meeste patiënten zullen in dit stadium, indien geen behandeling plaatsvindt, aan sepsis overlijden. Het ziekteverloop is zeer snel: enkele dagen tot 1-2 weken.
Zonder antibiotica komt ongeveer 90 % van de patiënten binnen twee weken te overlijden. De rest stoot het afgestorven weefsel af en overleeft de infectie. Hierna volgt sekwestratie van het bot, en zal het lichaam trachten door middel van granulatieweefsel proberen eventueel verdwenen delen van het gezicht weer op te vullen.
Bij overlevenden kunnen delen van het gezicht verdwenen of permanent verminkt zijn. Ook kunnen ze in veel gevallen hun mond niet meer normaal openen en sluiten. Lachen, eten en zelfs praten zal een hele opgave worden. Vrijwel alle voormalige nomapatiënten hebben gebitsafwijkingen. Bovendien zullen de psychosociale gevolgen van de verminking zeer groot zijn. Het komt vaak voor dat voormalige patiënten worden verstoten door hun omgeving en veroordeeld worden tot een leven als verschoppeling. Plastische chirurgie kan dan nodig zijn om een toonbaar uiterlijk te reconstrueren.

## Behandeling
Saillant detail in de geschiedenis van noma is dat de Duitsers uit hun menselijke experimenten in Auschwitz in 1943 de eerste succesvolle behandeling van noma ontdekten. Kinderen met noma werden met succes behandeld met Globucid, een sulfapreparaat. Hierna wisten de Engelsen succes te boeken door in 1945 nomapatiëntjes in Bergen-Belsen succesvol met penicilline te behandelen.
De beste behandeling tegen noma is echter preventief: voldoende voeding en een vaccinatieprogramma tegen veelvoorkomende ziekten, met name mazelen. Behandeling van acute noma geschiedt meestal op vier manieren. De infectie wordt allereerst met antibiotica bestreden. Door hyperalimentatie en vitaminesuppletie wordt het achterliggende ondervoedingsprobleem aangepakt. Tevens wordt meestal de bijkomende infectie die de noma heeft 'uitgelokt' bestreden. En ten slotte kan door chirurgie reeds genecrotiseerd weefsel verwijderd worden. Wanneer behandeling plaatsvindt kan 80% in plaats van 10% de infectie overleven. Hierna kan indien gewenst en mogelijk plastische chirurgie plaatsvinden. Helaas zijn voldoende voedsel, snelle behandeling en plastische chirurgie in landen waar noma nog steeds endemisch is niet of onvoldoende beschikbaar.